# Vice-chef des opérations navales
Le Chef des opérations navales (CNO) est un officier de la marine des États-Unis et l’officier le plus élevé dans le département de la Marine des États-Unis. Dans le cas où le chef des opérations navales (CNO) est absent ou est empêché d'exercer ses fonctions, le VCNO assume les fonctions et responsabilités du CNO. Le VCNO peut également effectuer d'autres tâches que le CNO lui assigne. Le VCNO est nommé par le président des États-Unis, et doit être confirmée par un vote à la majorité des voix au Sénat des États-Unis. Le VCNO est nommé automatiquement amiral quatre étoiles.
Ce poste a été appelé adjoint aux opérations en 1915, et chef adjoint des opérations navales en 1922. En 1942, le titre est devenu vice-chef des opérations navales.
L'amiral James W. Kilby est VCNO depuis le 5 janvier 2024 et CNO par intérim depuis le 21 février 2025.

## Liste des vice-chefs des opérations navales
| Numéro | Photo | Grade   | Nom                    | Période                            |
| ------ | ----- | ------- | ---------------------- | ---------------------------------- |
| 1      |       | Admiral | Frederick J. Horne     | 26 mars 1942 - 2 septembre 1945    |
| 2      |       | Admiral | Richard S. Edwards Jr. | 1945 - 1946                        |
| 3      |       | Admiral | DeWitt Clinton Ramsey  | 15 janvier 1946 - 3 janvier 1948   |
| 4      |       | Admiral | Arthur W. Radford      | janvier 1948 - mai 1949            |
| 5      |       | Admiral | John D. Price          | 1949 - 1950                        |
| 6      |       | Admiral | Lynde D. McCormick     | 1950 - 1951                        |
| 7      |       | Admiral | Donald B. Duncan       | 1951 - 1956                        |
| 8      |       | Admiral | Harry D. Felt          | 1956 - 1958                        |
| 9      |       | Admiral | James S. Russell       | 21 juillet 1958 - septembre 1961   |
| 10     |       | Admiral | Claude V. Ricketts     | 25 septembre 1961 - 6 juillet 1964 |
| 11     |       | Admiral | Horacio Rivero, Jr.    | juillet 1964 - janvier 1968        |
| 12     |       | Admiral | Bernard A. Clarey      | janvier 1968 - décembre 1970       |
| 13     |       | Admiral | Ralph W. Cousins       | 1970 - 1972                        |
| 14     |       | Admiral | Maurice F. Weisner     | 1972 - 1973                        |
| 15     |       | Admiral | James L. Holloway III  | septembre 1973 - 1974              |
| 16     |       | Admiral | Worth H. Bagley        | juin 1974 - juillet 1975           |
| 17     |       | Admiral | Harold E. Shear        | 1975 - 1976                        |
| 18     |       | Admiral | Robert L. J. Long      | juillet 1977 - avril 1979          |
| 19     |       | Admiral | James D. Watkins       | avril 1979 - 1981                  |
| 20     |       | Admiral | William N. Small       | 1981 - 1983                        |
| 21     |       | Admiral | Ronald J. Hays         | 1983 - 1985                        |
| 22     |       | Admiral | James B. Busey IV      | septembre 1985 - 1987              |
| 23     |       | Admiral | Huntington Hardisty    | 1987 - 1988                        |
| 24     |       | Admiral | Leon A. Edney          | août 1988 - mai 1990               |
| 25     |       | Admiral | Jerome L. Johnson      | mai 1990 - juillet 1992            |
| 26     |       | Admiral | Stanley R. Arthur      | 6 juillet 1992 - 1995              |
| 27     |       | Admiral | Joseph W. Prueher      | avril 1995 - 1996                  |
| 28     |       | Admiral | Jay L. Johnson         | avril 1996 - août 1996             |
| 29     |       | Admiral | Harold W. Gehman, Jr.  | septembre 1996 - septembre 1997    |
| 30     |       | Admiral | Donald L. Pilling      | octobre 1997 - octobre 2000        |
| 31     |       | Admiral | William J. Fallon      | octobre 2000 - août 2003           |
| 32     |       | Admiral | Michael G. Mullen      | août 2003 - août 2004              |
| 33     |       | Admiral | John B. Nathman        | août 2004 - février 2005           |
| 34     |       | Admiral | Robert F. Willard      | 18 mars 2005 - avril 2007          |
| 35     |       | Admiral | Patrick M. Walsh       | avril 2007 - 13 août 2009          |
| 36     |       | Admiral | Jonathan W. Greenert   | 13 août 2009 - 22 août 2011        |
| 37     |       | Admiral | Mark E. Ferguson III   | 22 août 2011 - 1er juillet 2014    |
| 38     |       | Admiral | Michelle J. Howard     | 1er juillet 2014 - 31 mai 2016     |
| 39     |       | Admiral | William F. Moran       | 31 mai 2016 - 10 juin 2019         |
| 40     |       | Admiral | Robert P. Burke        | 10 juin 2019 - 29 mai 2020         |
| 41     |       | Admiral | William K. Lescher     | 29 mai 2020 - 2 septembre 2022     |
| 42     |       | Admiral | Lisa Franchetti        | 2 septembre 2022 - 2 novembre 2023 |
| 43     |       | Admiral | James W. Kilby         | 5 janvier 2024 - en poste          |